# Università Telematica San Raffaele Roma
Die Università Telematica San Raffaele Roma, kurz UniSanRaffaele, ist eine italienische private, staatlich anerkannte Fernuniversität mit Sitz in Rom sowie in Mailand und Catania.
Die Hochschule, die durch ein Dekret des Ministeriums für Bildung, Universität und Forschung vom 8. Mai 2006 gegründet wurde, ist eine nicht-staatliche Universität, die ihre Dienstleistungen als Fernlehre anbietet. Die verliehenen akademischen Abschlüsse (Bachelor, Master und Postgraduate) sind denen der traditionellen staatlichen Universitäten gleichgestellt. In einem Online-Lernmodell werden folgende Studienrichtungen angeboten:
- Human- und Ernährungswissenschaften
- Management- und Unternehmensberatung
- Wissenschaft und Technik
- Verwaltungs- und Organisationswissenschaften
- Bewegungs- und Sportwissenschaften
- Mode- und Industriedesign
- Lebensmittelwissenschaft und Gastronomie

Die Università telematica internazionale Unitel wurde eingegliedert. Die UniSanRaffaele ist nicht zu verwechseln mit der Vita-Salute San Raffaele University in Mailand.